# Michel Duchaussoy
Michel Duchaussoy, född 29 november 1938 i Valenciennes i Nord, död 13 mars 2012 i Paris, var en fransk skådespelare som medverkade i över 100 filmer samt i mängder av tv-produktioner och teaterföreställningar.
Duchaussoy studerade först i Lille, och därefter vid konservatoriet i Paris. Han var anställd på Comédie-Française från 1964 till 1984 (premiärskådespelare från 1967).
Han debuterade på film 1962 i den amerikanska krigsfilmen Den längsta dagen där han hade en liten biroll. I tv debuterade 1965 i en fransk tv-version av David Copperfield. Sitt genombrott fick han 1969 då han spelade huvudrollen Charles i Claude Chabrols dramatriller Que la bête meure (Odjuret ska dö). Sedan debuten som skådespelare har han medverkat i över 150 film- och tv-produktioner, och ett okänt antal teateruppsättningar. Han har medverkat i såväl dramatiska som komiska produktioner.
Han nominerades till det franska César-priset 1991 i kategorin bästa manliga biroll for sin insats i den franska filmen Milou en mai.
Duchaussoy har också lånat ut sin röst till nöjesparken Puy du Fou i västra Frankrike, och är engagerad i kampen för fred och icke-våld.

## Filmografi i urval
- 1962 – Den längsta dagen
- 1967 – Jeu de massacre
- 1969 – Mannen - hustrun - älskaren
- 1969 – Que la bête meure
- 1975 – Lejonet och jungfrun
- 1989 – La Vie et rien d'autre
- 1989 – Franska revolutionen
- 2002 – Amen.
- 2004 – Intima främlingar